# 神奇101
《神奇101》（又译作）是2013年8月24日在Wii U平台发行的一款动作游戏，开发商为白金工作室。游戏由神谷英树担任总监，山上仁志和稻叶敦志担任制作人，本作是神谷英树与稻叶敦志继《红侠乔伊》和《大神》之后第三次合作。在游戏中玩家将操控一群可以合体变身的超级英雄，玩家将利用英雄合体后巨大化的能力来解决游戏中的敌人和帮助游戏中的市民脱离困境。虽然在游戏中登场的英雄只有100人，但标题却是“101”。含义是将玩家也作为英雄之一加上，和脚本深有关联。
《神奇101》最初作为一款Wii的游戏开始开发，之后变更为Wii U平台，游戏在2012年E3游戏展上以“Project P-100”代号公布，并在2013年8月起在全球陆续发售。游戏发售后获得业界还算良好的口碑，但销量惨淡。
2020年2月，白金工作室公布跟任天堂洽談後授權許可，本作的复刻版由他們發行将通过Kickstarter众筹的方式登陆任天堂Switch、PlayStation 4和Microsoft Windows等平台，计划于2020年5月发售。这将是白金工作室首个自主发行的游戏。

## 评价
《神奇101》获得了业界媒体的良好评价，汇总媒体GameRankings和Metacritic给出的得分均为78分。在一些游戏评论者认为该作很难上手的同时，也有人对需要一定操作技巧这一点表示称赞。